# Ruskov
Ruskov es un municipio del distrito de Košice-okolie en la región de Košice, Eslovaquia, con una población estimada a final del año 2024 de 1778 habitantes.
Se encuentra ubicado en el centro de la región, en la cuenca hidrográfica del río Sajó (afluente derecho del Tisza) y cerca de la frontera con la región de Prešov y con Hungría.

## Demografía
| Año        | 1994 | 2004    | 2014    | 2024     |
| ---------- | ---- | ------- | ------- | -------- |
| Población  | 1326 | 1328    | 1450    | 1778     |
| Diferencia |      | +0,15 % | +9,18 % | +22,62 % |

| Año        | 2023 | 2024    |
| ---------- | ---- | ------- |
| Población  | 1742 | 1778    |
| Diferencia |      | +2,06 % |